# Small Lesbian Baseball Players
Small Lesbian Baseball Players är Loosegoats debut-EP, utgiven på Bad Taste Records 1995. EP:n återfinns även på samlingsalbumet A Mexican Car in a Southern Field (1997).

## Låtlista
Alla låtar är skrivna av Christian Kjellvander.
1. "Telephonic Juncture"
2. "Slut"
3. "Molly Coddle"
4. "Small Planet"
5. "Freeloadin'"
6. "Towel (I Got You on My Mind)"

## Medverkande musiker
- Mårten Löfwander- bas
- Yeshim Hisson - trummor
- Jens Löwius - gitarr, bakgrundssång
- Christian Kjellvander - gitarr, sång